# Bryn Mawr College

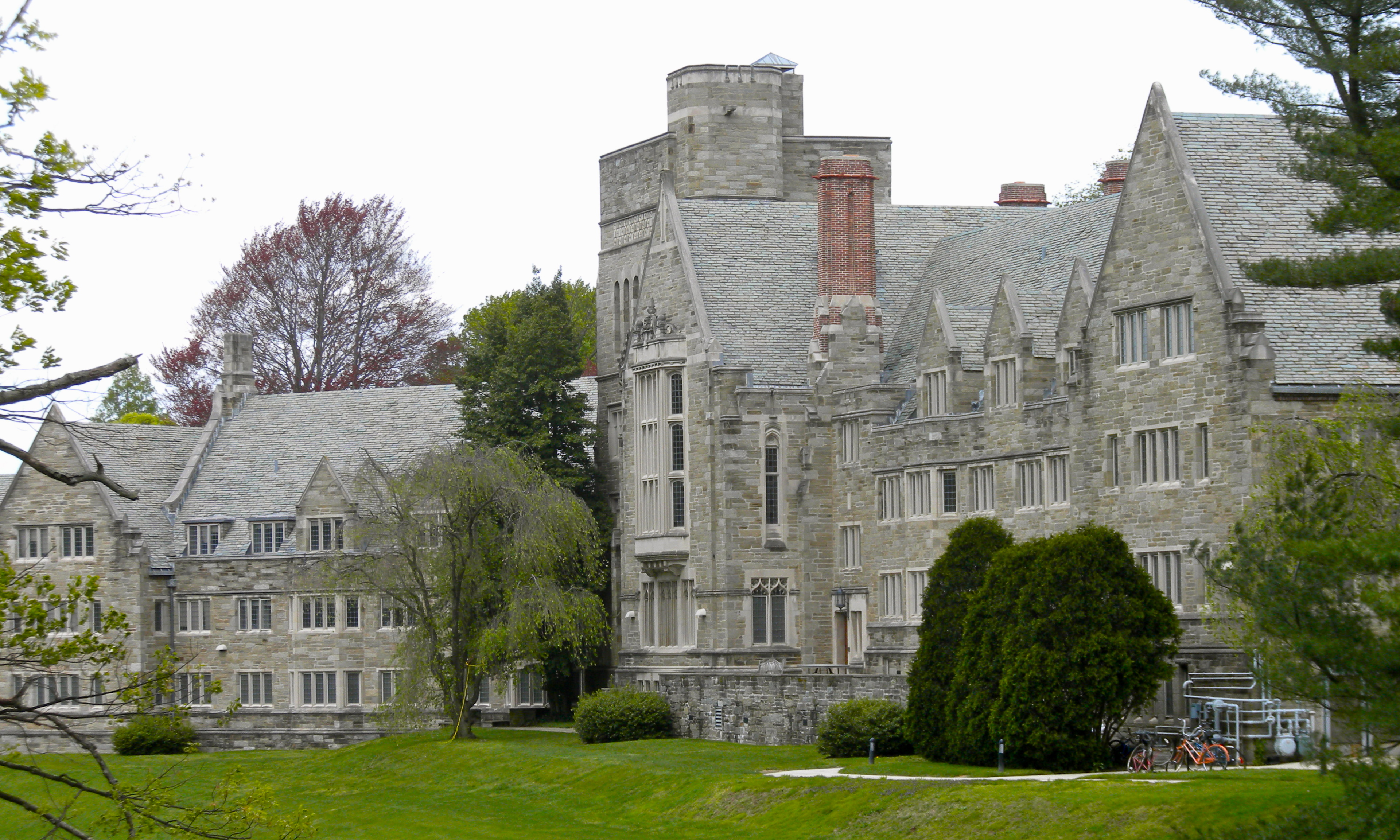
Rhoads Hall (voltooid in 1937)

Bryn Mawr College (uitgesproken als brin-mar) is een liberal arts college, gelegen in Bryn Mawr, een gemeenschap in Lower Merion Township in de Amerikaanse staat Pennsylvania, zestien kilometer ten westen van Philadelphia. Bryn Mawr is alleen toegankelijk voor vrouwelijke studenten, en een van de zogenaamde "Seven Sisters". De naam "Bryn Mawr" betekent in het Welsh "grote heuvel".

## Beroemde studenten en docenten
- Harriet Brooks
- Martha Gellhorn
- Emily Greene Balch
- Katharine Burr Blodgett
- Katharine Hepburn
- Machteld Johanna Mellink
- Emmy Noether
- Caroline Ransom Williams

## Voetnoten
1. ↑  (en)  Mackey & Mackey, (1922) The Pronunciation of 10,000 Proper Names (De uitspraak van 10.000 eigennamen); voor een voorbeeld hoe de naam uit te spreken zie e-speech site
2. ↑  Niet "hoge heuvel", de vertaling die vaak ten onrechte wordt gegeven